# Donacoscaptes rufifusalis
Donacoscaptes rufifusalis là một loài bướm đêm trong họ Crambidae.